# Andreo Ar Merser
Pour les articles homonymes, voir Le Mercier.
Andreo Ar Merser, ou encore Andrev ar Merser (né André Le Mercier le 26 juin 1923 à Saint-Quay-Perros (Côtes-du-Nord) et mort le 31 décembre 2018 à Brest, est un enseignant et un militant du breton.

## Biographie
Il est l'auteur de nombreux ouvrages sur la langue bretonne. Il utilise l'orthographe universitaire du breton (skolveurieg). C'est un adversaire notoire de l'organisation Kuzul ar Brezhoneg. Enseignant et inspecteur de langue bretonne, il a été responsable de la maison d'édition en langue bretonne Brud Nevez.

## Publications
- Andreo Ar Merser, Grammaire bretonne, 1963 (éd. revue et augmentée), 2e éd., 74 p.
- Andreo Ar Merser, La Révolte des bonnets rouges (1675), éd. de l'Institut coopératif de l'école moderne pédagogie Freinet, mars 1969, 23 p.Supplément à la bibliothèque de travail, 258, mars 1969.
  - Andreo Ar Merser, La Révolte des bonnets rouges (1675), Brest, éd. du Liogan, 1998, 2e éd., 35 p. (ISBN 978-2-908463-32-3)
  - Andreo Ar Merser, La Révolte des bonnets rouges (1675), Brest, Brud Nevez, 1998, 35 p. (ISBN 978-2-908463-32-3)
- Andreo Ar Merser, Ar brezoneg : Le breton : en grande section et en cours préparatoire, Ar Helenner, 1980
- Andreo Ar Merser, Précis de prononciation du breton, Brest, Ar Helenner, 1981, 1re éd., 58 p.
  - Andreo Ar Merser, Précis de prononciation du breton, Brest, Ar Skol Vrezoneg, 1988, 2e éd., 60 p. (ISBN 2-906373-03-6)
  - Andreo Ar Merser, Précis de prononciation du breton, Brest, Emgleo Breiz et Ar Skol Vrezoneg, 1996, 3e éd., 87 p. (ISBN 978-2-906373-59-4)
- Andreo Ar Merser, Précis de grammaire bretonne : Yezadur bihan ar brezoneg, Brest, Ar Helenner, 1983, 1re éd., 110 p.
  - Andreo Ar Merser, Précis de grammaire bretonne, Brest, Emgleo Breiz et Ar Skol vrezoneg, 1990, 122 p. (ISBN 2-906373-05-2)
  - Andreo Ar Merser, Précis de grammaire bretonne, Brest, Emgleo Breiz et Ar Skol vrezoneg, 1997 (éd. revue et augmentée) (réimpr. 2001), 171 p. (ISBN 978-2-906373-40-2)
  - Andreo Ar Merser, Précis de grammaire bretonne, Brest, Emgleo Breiz, 2011, 5e éd., 150 p. (ISBN 978-2-35974-037-0, présentation en ligne)
- Andreo Ar Merser, Les Orthographes du breton, Brud Nevez et Emgleo Breiz, 1993, 3e éd., 38 p. (ISBN 978-2-86775-091-5)
  - Andreo Ar Merser, Les Orthographes du breton, Brud Nevez et Emgleo Breiz, 1999 (éd. revue et augmentée), 4e éd., 39 p. (ISBN 978-2-86775-128-8)
- (br) Andreo Ar Merser, 1789 hag ar brezoneg, Brud Nevez, 1990, 283 et 292 p. (ISBN 978-2-86775-077-9)L'auteur a rassemblé des textes bretons de la période révolutionnaire en deux volumes.
- (fr + br) Andreo Ar Merser, Ar Geriadur Dictionnaire Breton-Français Français-Breton, Emgleo Breiz, 18 novembre 2009, 1 252 (ISBN 978-2-91121078-5)
- (br) Andreo Ar Merser, Rimadellou, Brest, Ar Skol Vrezoneg et Emgleo Breiz, 1994, 150 p. (ISBN 978-2-906373-37-2 et 2-906373-37-0)

### Sources
- Guy Pellen, « Un dictionnaire bilingue d'Andreo Ar Merser », Le Télégramme,‎ 28 novembre 2009 (lire en ligne)